# Église de Morgins
L'église de Morgins est une église de style baroque savoyard / rustique Suisse, de la station de sports d'hiver de Morgins en Suisse, à la frontière Franco-Suisse entre le Canton du Valais et la Haute-Savoie. Son « Carillon de la Paix » est un monument symbolique Humaniste Utopiste Chrétien social international « de Paix, de Solidarité, et d'Universalité » 
,
.

## Géographie
L'église de Morgins (morga / murgo, limite en langues celtiques) se situe dans les Alpes suisses, à 1 350 m d'altitude, à la frontière Franco-Suisse du pas de Morgins du val d'Illiez. 

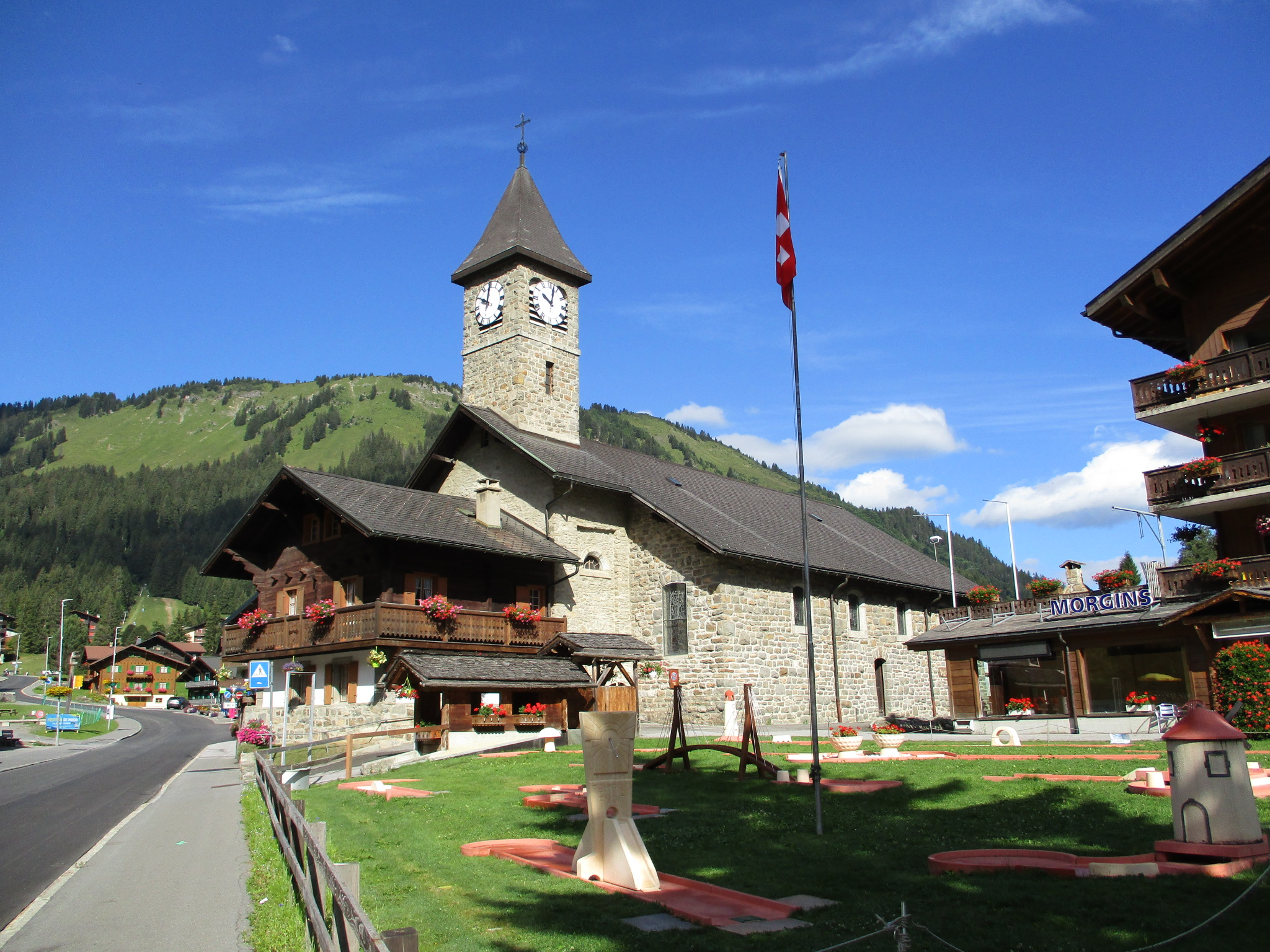
Église, toiture en ardoise, et chalet rustique Suisse
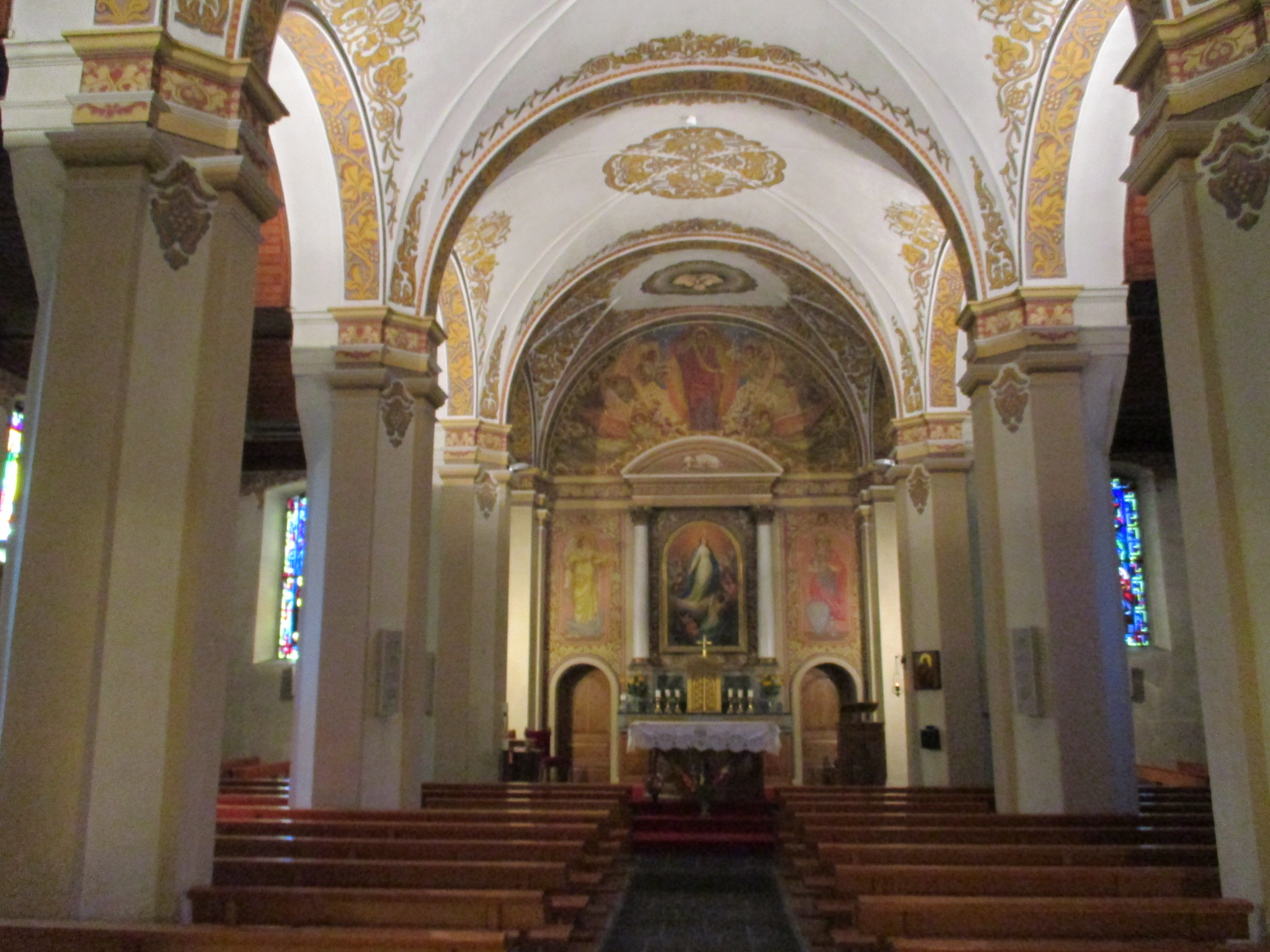
Nef et chœur
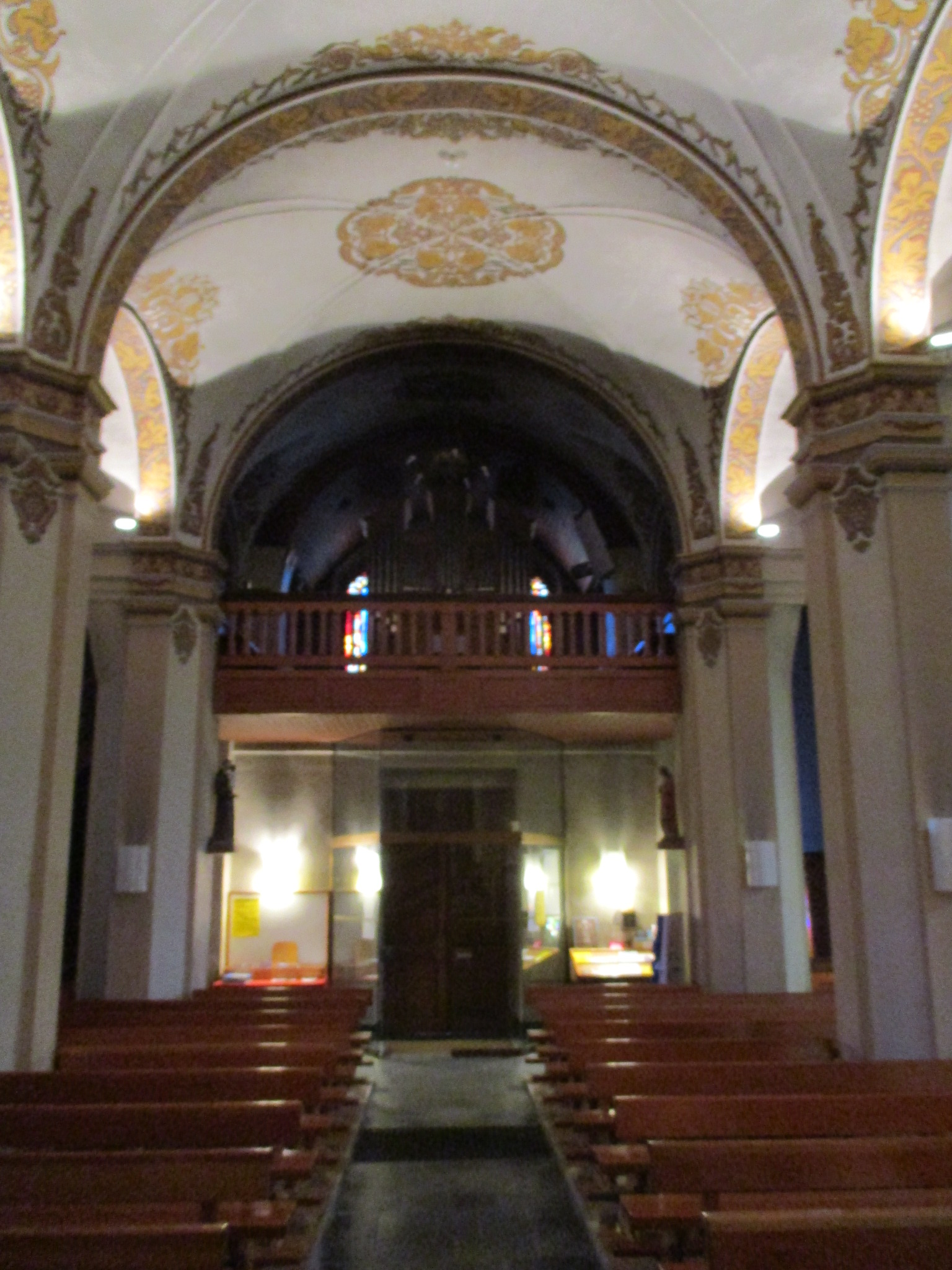
Narthex et Orgue

Le village est voisin de la station de sports d'hiver française de Châtel en Haute-Savoie, dans le domaine skiable franco-suisse des Portes du Soleil (plus grand domaine skiable d’Europe avec 650 km de pistes balisées). 

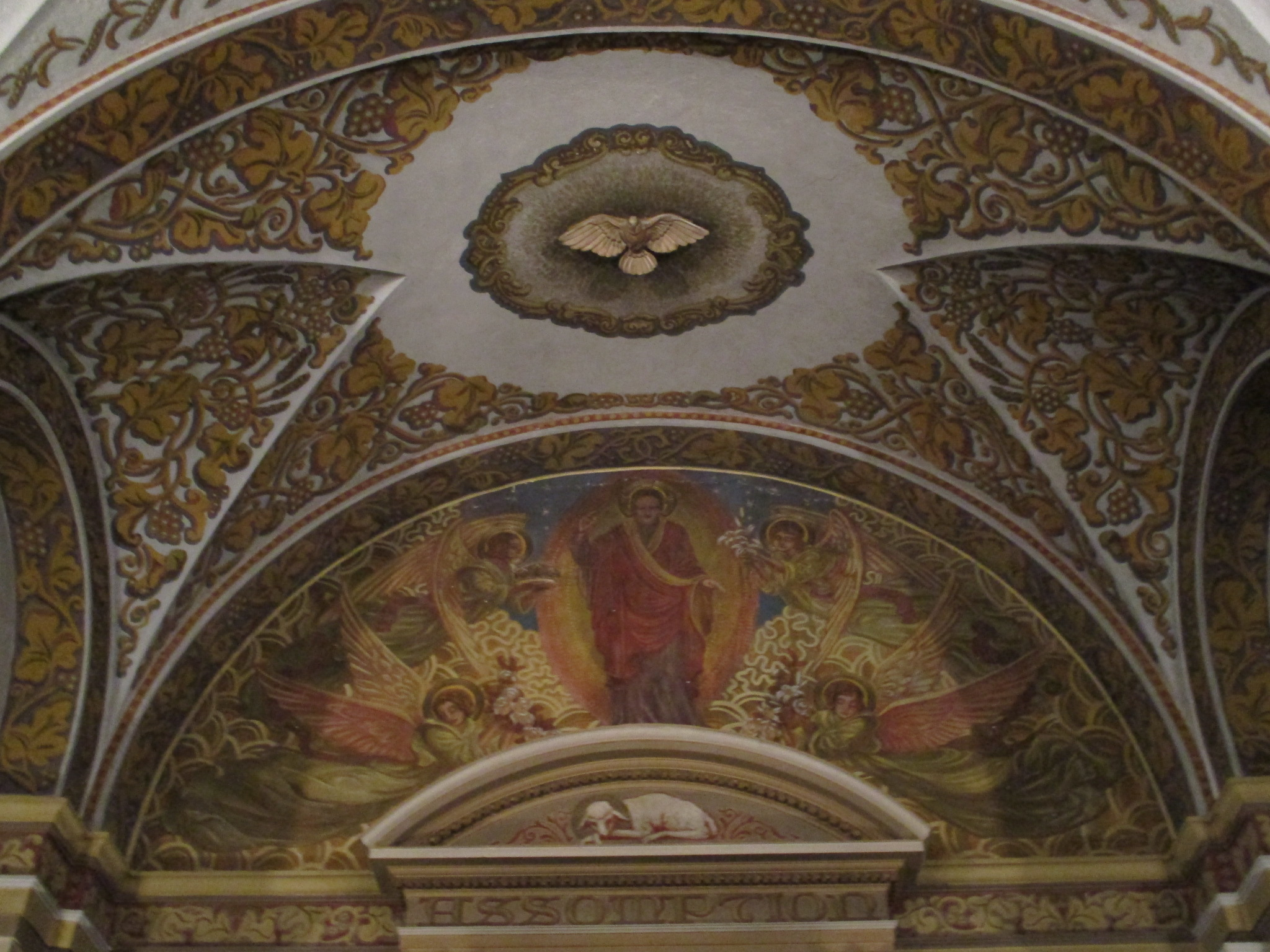
Saint-Esprit et Agnus Dei (agneau de Dieu)
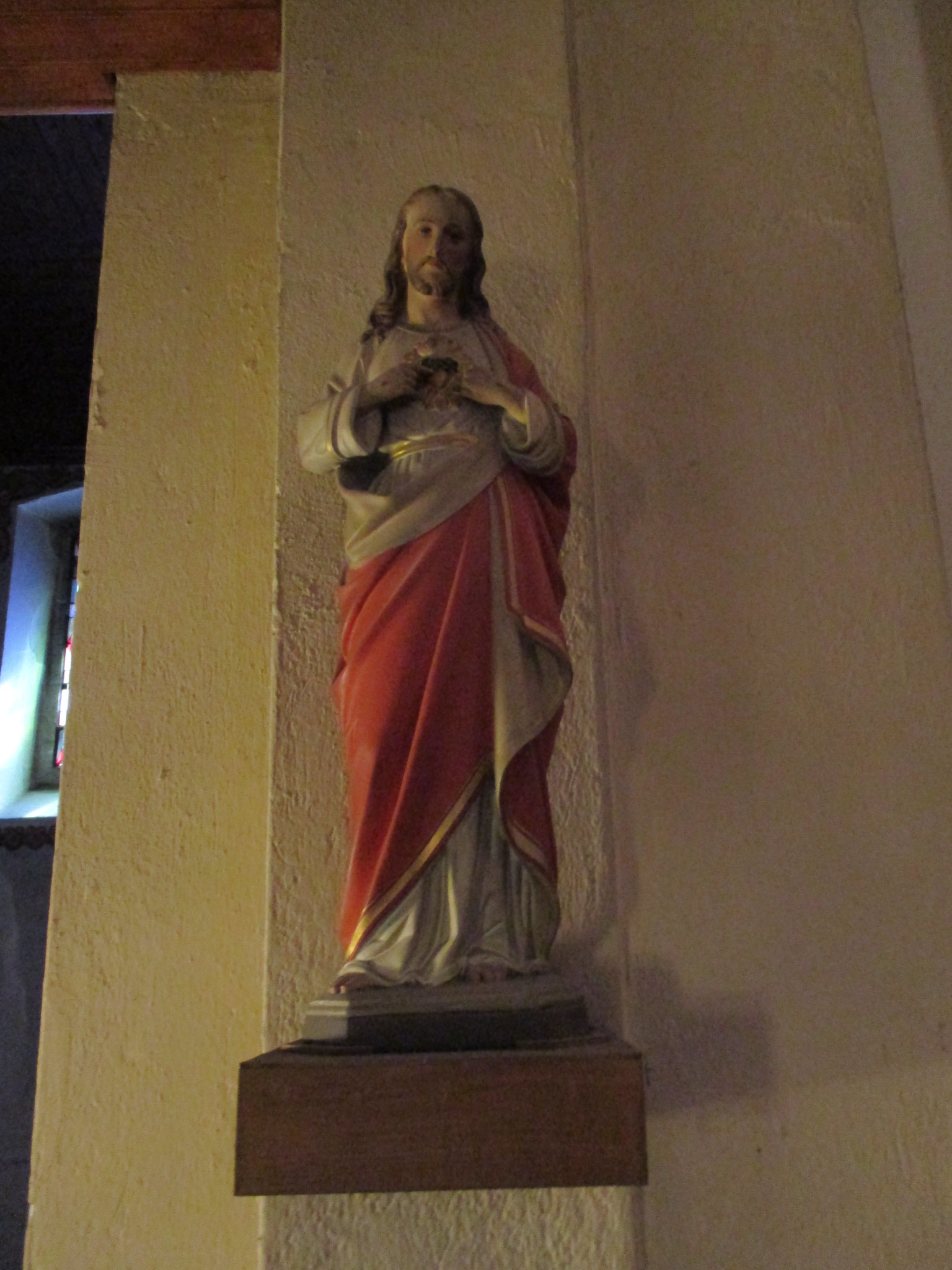
Sacré-Cœur du Christ
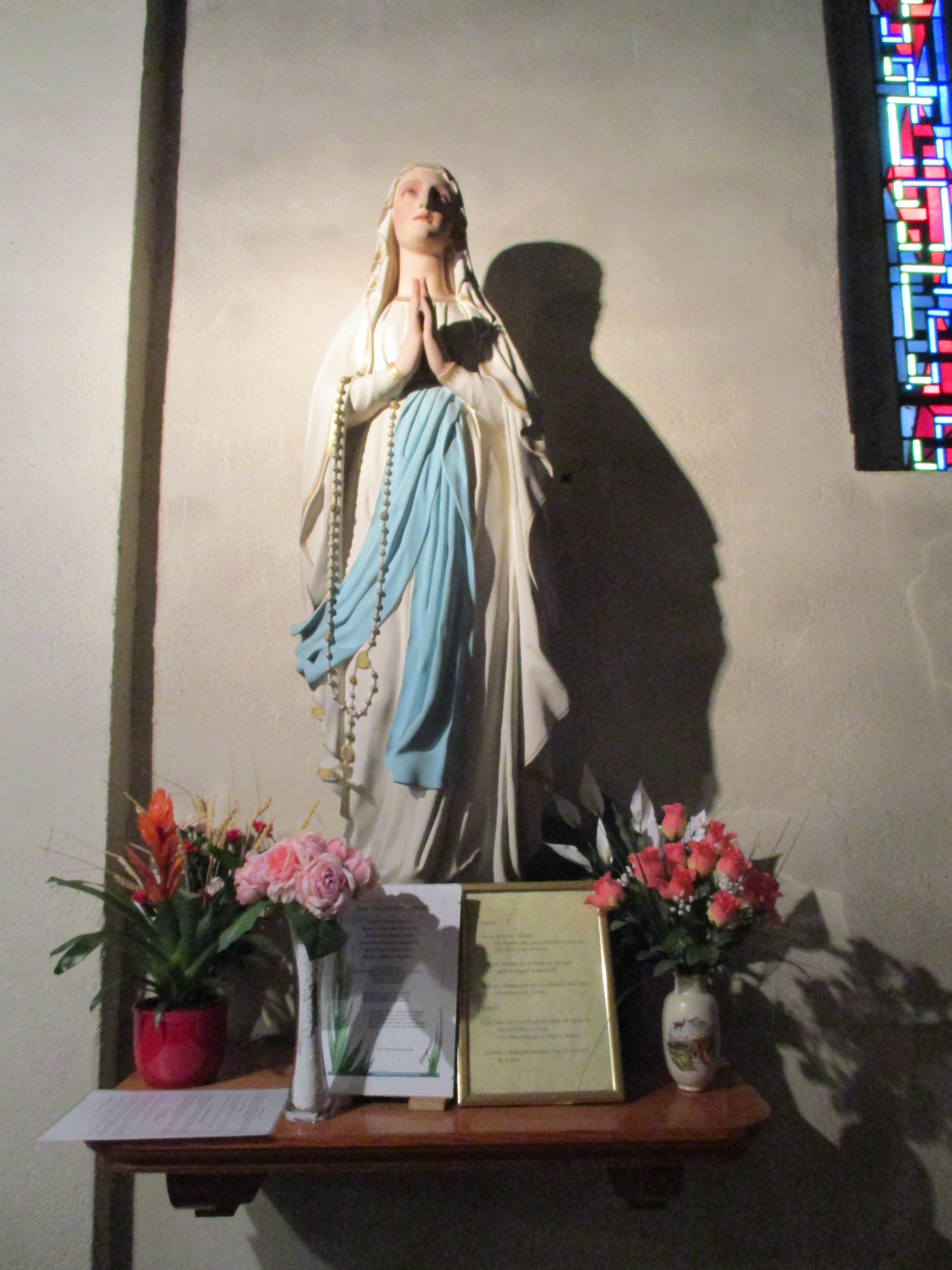
Marie (mère de Jésus)
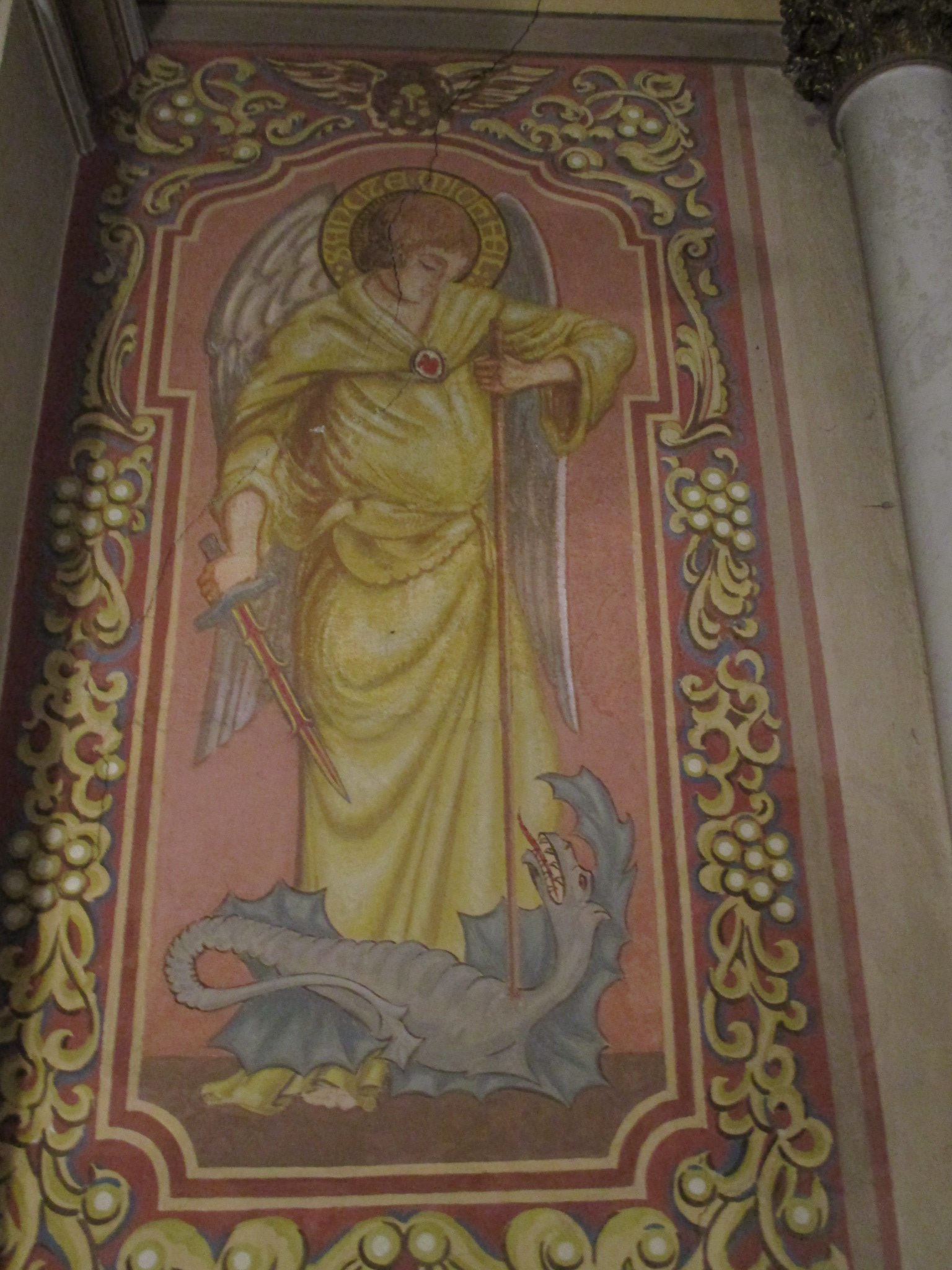
L'archange Michel, guerre des anges

## Carillon de la Paix de Morgins
Pour fêter le passage à l'an 2000 et célébrer l’année sainte, la paroisse a fondé en l'an 2000 la « Fondation du Carillon pour la Paix » pour promouvoir la Paix dans le monde, au moyen de la formation et de l’éducation, un des éléments essentiels de la dignité de la condition humaine. Elle a fait édifier devant l'église (place du Carillon) un carillon suisse automatique monumental de 23 cloches + 2 cloches du clocher de l'église, qui rythme musicalement les heures de la journée en résonnant dans la montagne environnante, à titre de symbole Humaniste Utopiste Chrétien social international « de Paix, de Solidarité, et d'Universalité ». Cette œuvre d'art chrétien en acier inoxydable est réalisée par le sculpteur genevois André Bucher avec :

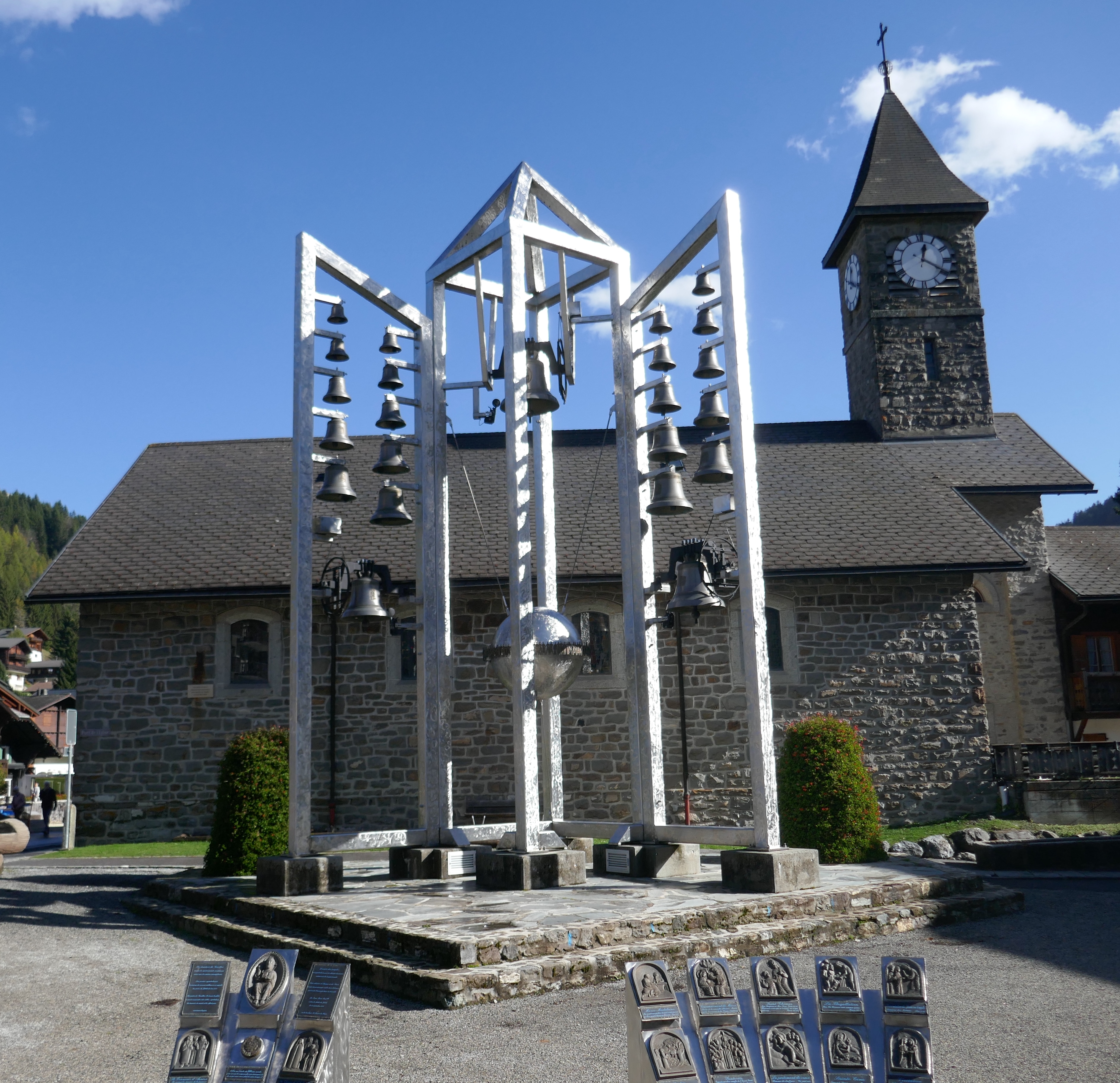
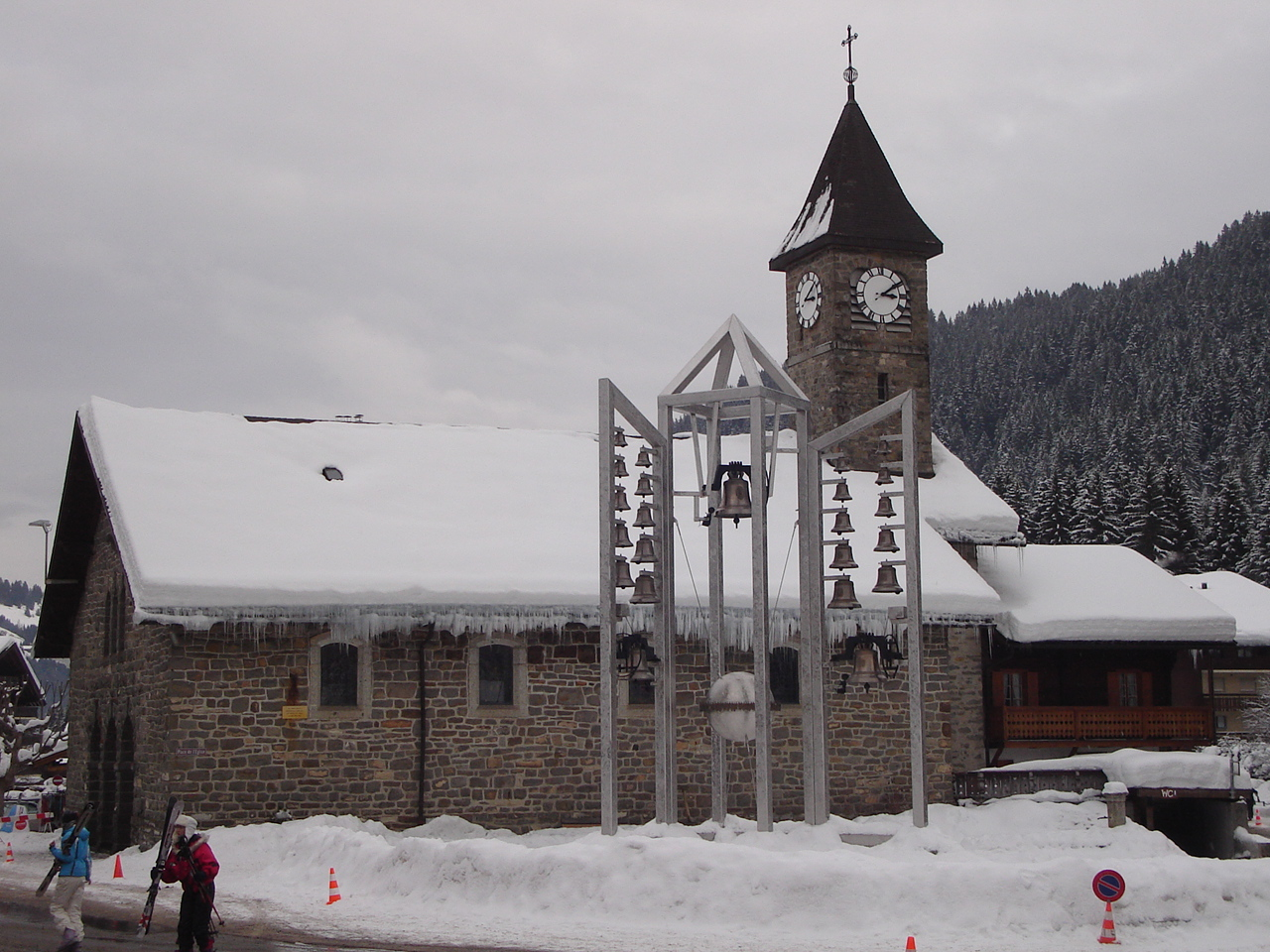
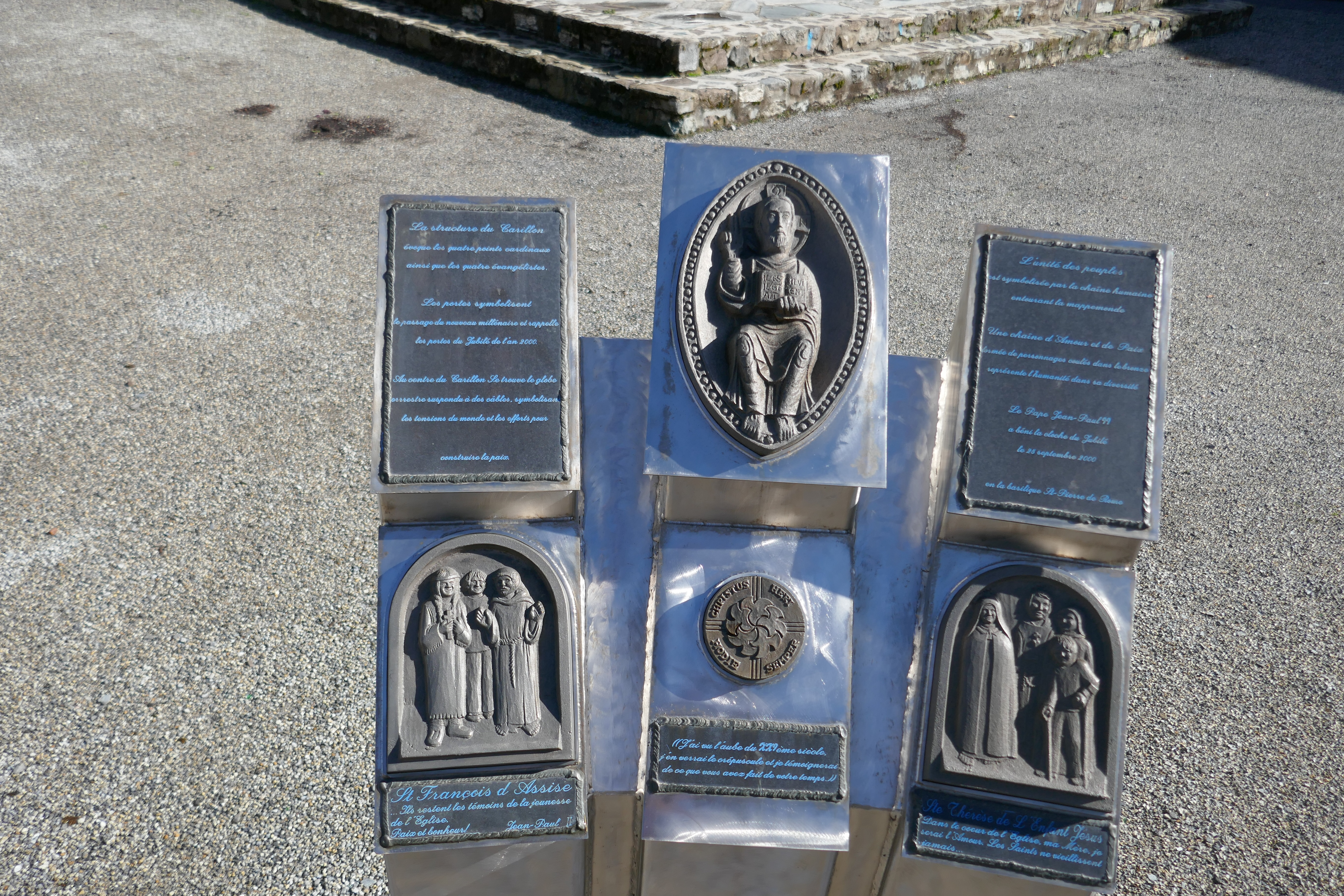
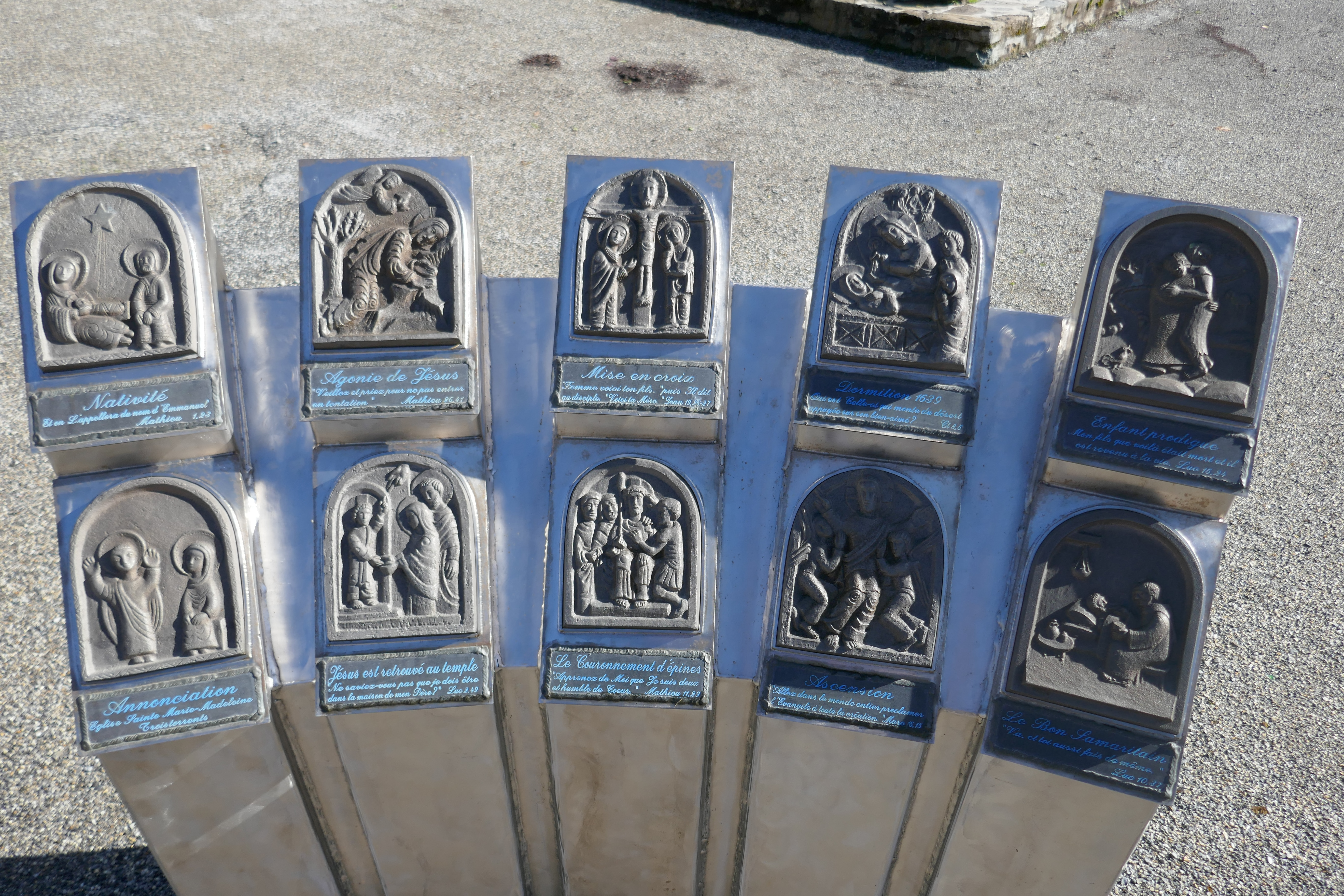
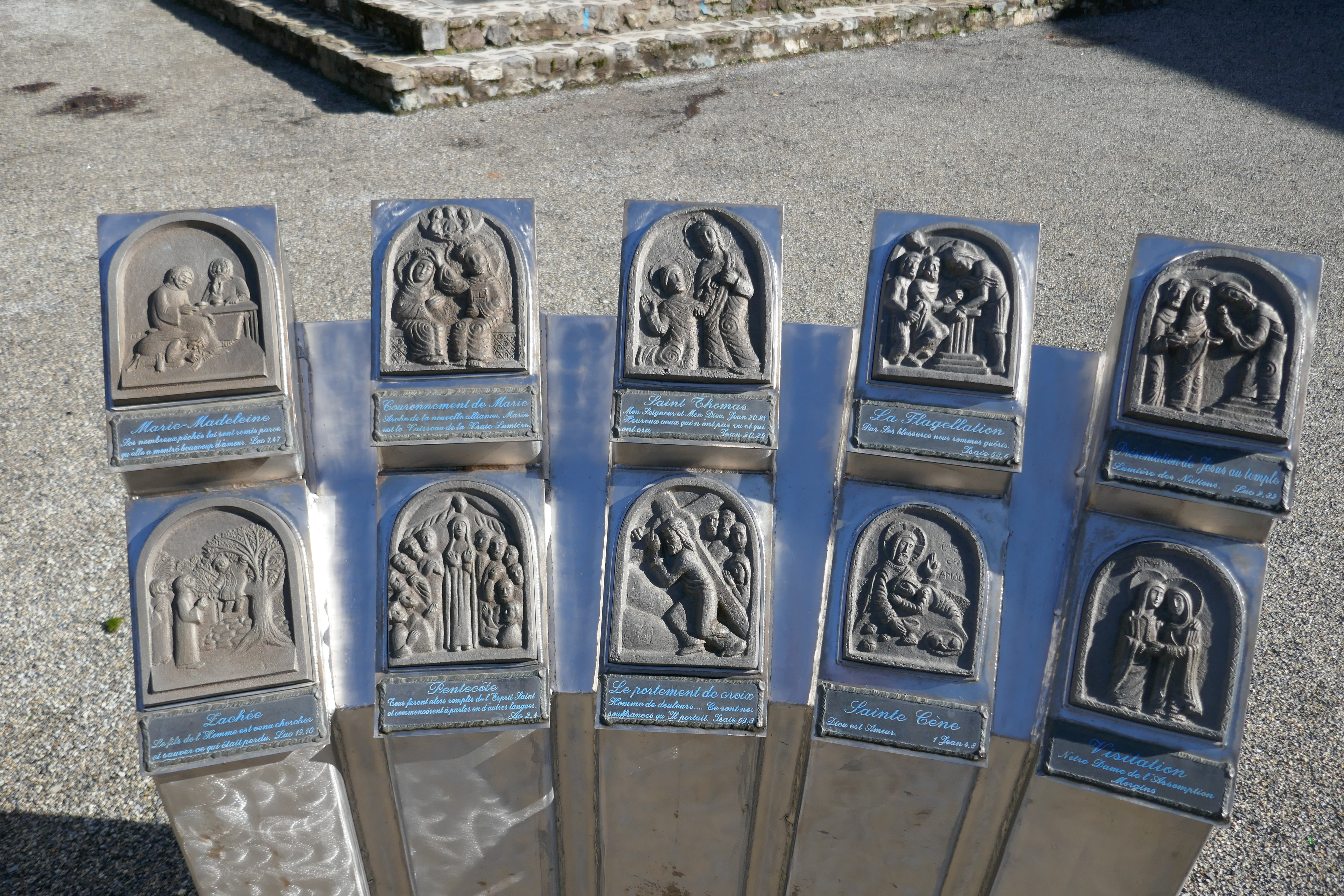

- une porte monumentale grande ouverte sur le monde, en forme de clocher, dont les quatre montants symbolisent les quatre évangélistes et les quatre points cardinaux, en signe d’universalité ;
- un sommet en forme de flèche triangulaire / pyramidale qui pointe vers Dieu et le ciel (symbole de Dieu / Trinité chrétienne, symbolisme du triangle géométriques, symbolique du triangle, symbolique de la Pyramide en architecture) ;
- un globe terrestre central rempli de sachets de terre de tous les pays du monde, entouré d'une chaîne humaine solidaire qui tente de construire l’unité, l'équilibre et la paix, pour un monde plus juste et plus humain ;
- un carillon automatique de 23 cloches, dont les trois plus grosses mobiles, peuvent sonner à la volée[5],[6]. Chacune des 23 cloches (fondues par la fonderie Paccard d'Annecy en Haute-Savoie[7]) a un nom et est décorée de bas-reliefs (reproduits au sol) des épisodes des évangiles de la Bible, réalisés par le sculpteur Claude Dekumbis de Massongex[8] et par les moniales du Monastère de Bethléem des Voirons en Haute-Savoie. La cloche du jubilé a été bénite par le pape Jean-Paul II en 2000 à la Basilique Saint-Pierre de Rome.
- les câbles d'acier tendus du monument symbolisent l’équilibre tendu du monde, les tensions entre le ciel et la terre, entre le Bien et le Mal (Guerre des anges), et les efforts à réaliser pour construire la Paix dans le monde.